# Notocera brachycera
Notocera brachycera är en insektsart som beskrevs av Leon Fairmaire. Notocera brachycera ingår i släktet Notocera och familjen hornstritar. Inga underarter finns listade i Catalogue of Life.